# Magdalena Sibil·la de Saxònia-Weissenfels (1648-1681)
Magdalena Sibil·la de Saxònia-Weissenfels (en alemany Magdalena Sibylla von Sachsen-Weißenfels) va néixer a Halle (Alemanya) el 2 de setembre de 1648 i va morir a Gotha el 7 de gener de 1681. Era una noble alemanya, filla del duc August (1614-1680) i de la princesa Anna Maria de Mecklenburg-Schwerin (1627-1667).

## Matrimoni i fills
El 14 de novembre de 1669 es va casar a Halle amb Frederic I de Saxònia-Gotha-Altenburg (1646-1691), fill del duc Ernest I (1601-1675) i de la princesa Elisabet Sofia de Saxònia-Altenburg (1619-1680). El matrimoni va tenir vuit fills:
1. Anna Sofia (1670-1728), casada amb Lluís Frederic I de Schwarzburg-Rudolstadt (1667-1718).
2. Magdalena Sibil·la (1671-1673).
3. Dorotea Maria (1674-1713), casada amb Ernest Lluís I de Saxònia-Meiningen (1672-1724).
4. Frederica (1675-1709), casada amb Joan August d'Anhalt-Zerbst (1677-1742).
5. Frederic (1676-1732), casat amb Magdalena Augusta d'Anhalt-Zerbst (1679-1740).
6. Joan Guillem (1677-1707).
7. Elisabet (1679-1680).
8. Joana (1680-1704), casada amb Adolf Frederic II de Mecklenburg-Strelitz (1658-1708).